# الغوص في مصر
تعد مصر مقصداً هاما وجذابا لهواة الغوص تحت الماء في العالم  فهناك عشرات مواقع الغوص المنتشرة في كل أرجاء البحر الأحمر، أصبح الغوص الترفيهي على مدى العشرين سنة الماضية واحدا من أهم أنواع الغوص في مصر بالنسبة للسائحين الذين يمارسون هواية الغوص.

## أنواع الغوص

### الغوص الترفيهى

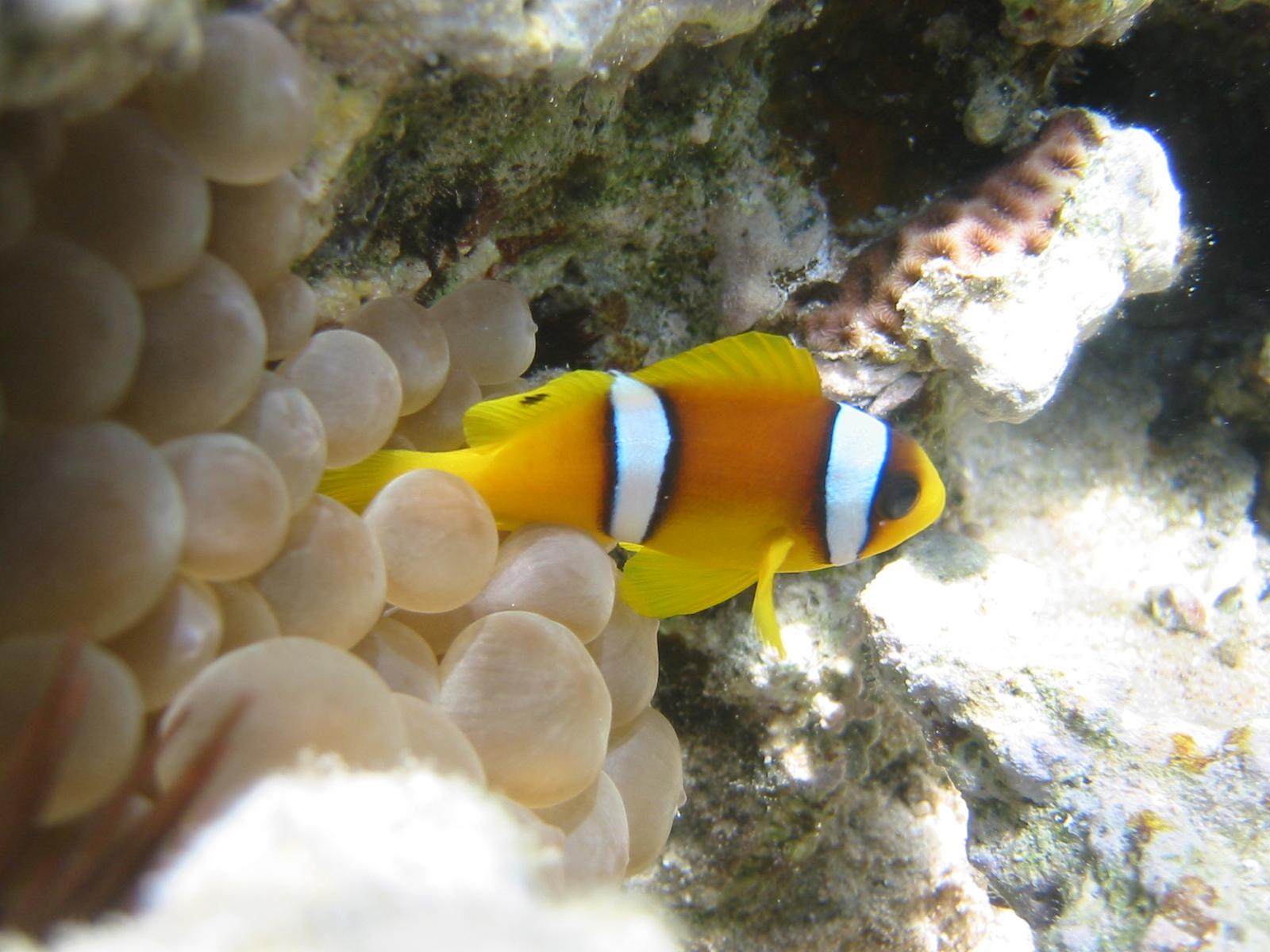
الطبيعة البديعة في البحر الأحمر

- يذخر ساحل البحر الأحمر بالعديد الشعاب المرجانية الهدبية تحت سطح الماء والتي تغطي مسافة تبلغ نحو 2000 كيلومترا. ويجب اعتبارها من التراث الطبيعي العالمي.
- الواقع أن لأشكال وأنواع الكائنات الحيوانية والنباتية في البحر الأحمر شهرتها على مستوى العالم لما تتميز به من تنوع كبير وحتى التي يعتبر الغوص فيها أسهل مما هو عليه في غيرها، ينعم الغواصون بمشاهدة صنوف من الجمال الذي لم يكونوا يتوقعون رؤيته تحت سطح الماء. ويعتبر نظام التنوع الأحيائي البيئي المدهش موئلا لنحو 1000 صنف من الأسماك و150 نوع من الشعاب المرجانية.

### الغوص الفنى (الاحترافى)
- يعتبر الغوص الفني ثاني أفضل نشاط من بين أنشطة الغوص. وهو يتعلق بتجاوز حدود قدراتك واختبار مهاراتك في استكشاف معالم تحت سطح الماء أكثر عمقًا وأشد صعوبة في الوصول إليها، مثل الكهوف والخيران الصخرية الضيقة وحطام السفن الغارقة بينما أنت تتنفس مخلوط غازي يساعد على البقاء.
- يحفل البحر الأحمر بالعديد من المواقع «الفنية» المدهشة التي يمكنك استكشافها. والمعروف أن مراكز الغوص التي تتولى تنظيم رحلات إلى هذه المواقع ذات الطابع الخاص لديها من المدربين الفنيين المحترفين والأجهزة اللازمة ما يكفل تلبية جميع متطلبات هذا الاتجاه الآخذ في الازدياد في مصر.
- لذلك فيشترط الاشتراك في دورة تدريبية عن الغوص الفني. لذلك فمنظمات الغوض الفني الدولية مثل «المنظمة الدولية للغوص الفني»(TDI) و«منظمة علوم وتكنولوجيا الغوص»(DSAT) لها فروع في البحر الأحمر تقدم مختلف أنواع الدورات التدريبية الخاصة بالغوص الفني.

### الغوص الحر
- الغوص الحر، الذي يعرف أيضا باسم «الغوص بدون أجهزة تنفس» قد أخذ يزدهر وويزداد انتشاره في السنوات القليلة الماضية في بعض المزارات السياحية بالبحر الأحمر في مصر مثل دهب والغردقة وشرم الشيخ.
- لا يسمح القانون للغواصين بممارسة الغوص الحر في مصر إلا إذا كانوا يحملون شهادة دولية تجيز لهم ممارسة هذا النوع من الغوص. مع العلم بأنه يوجد مدارس غوص كثيرة في مصر تمنح شهادات للممارسة الغوص الحر معترف بها دوليا وذلك بعد إكمال دورة تدريبية في هذا الغوص.

## رحلات الإقامة الكاملة على ظهر المركب
- يعتبر القيام برحلة تتضمن الحياة على إحدى المراكب أفضل طريقة لأخذ فكرة عن الغوص في البحر الأحمر. *تبدأ رحلات الإقامة الكاملة على ظهر المركب من ميناء شرم الشيخ والغردقة وسفاجا ومرسى علم على مدى العام وهي تعتبر أفضل طريقة لاستكشاف مواقع الغوص البعيدة عن الشاطئ، حيث يوجد حطام السفن الغارقة بانتظارك لمشاهدته، وحيث توجد الطبيعة البكر التي لم يفسدها شيء بعد، وأيضا حيث توجد نشاطات الغوص الفني الذي يتسم بالتحدي وروح المغامرة. وعادة ما يكون بمقدورك القيام بما يصل عدده إلى 4 غوصات كل يوم، بما فيها الغوص ليلا.
- تعتبر رحلات الإقامة الكاملة على ظهر المركب واحدة من التجارب التي تمنحك أقصى درجات الاسترخاء، حيث أنك سوف تستمتع على المركب بإقامة على مستوى 5 نحوم مع توفر كبائن خاصة مكيفة الهواء وأشهى المأكولات وحمامات الجاكوزي على السطح لكي تسترخي عضلات جسمك بعد ما تبذله من مجهود.

يتضمن خط السير التقليدي لرحلات الإقامة الكاملة على المركب:
- شمال البحر الأحمر: مضايق تيران وجوبال ومتنزه راس محمد الوطني
- حطام السفن الغارقة في الشمال: موقع مقبرة أبو نوهاس، وموقع السفينة الغارقة ثيستلجورم، وموقع السفينة الغارقة روزالي موللر، وموقع السفينة الغارقة دانريفن.
- المتنزه البحري في الجنوب، حيث توجد الحياة البحرية ذات الطبيعة غير العادية: شعاب إلفنستون المرجانية وشعاب ساماداي، وشعاب شعب مخسور، وشعاب شعب كلود، وشعاب ساتايا، وشعاب سان جون.
- في عمق الجنوب: الجزر الصخرية وجزر الزبرجد الأسطورية.
- جزر الإخوة.

## الجهات الرسمية لرياضة الغوص
- تخضع ممارسة رياضة الغوص وكذلك مراكز الغوص في مصر للإدارة والتنظيم من قبل غرفة الغوص والرياضات المائية التي تعترف قائمة محددة من هيئات الغوص العالمية. وبذلك تكون مراكز الغوص ملزمة بالاعتراف بأي شهادة غوص صادرة من هيئات التدريب الدولية، كما أن الغواصين الذين لديهم شهادات محددة تمنحهم حق الغوص في المواقع المناسبة لمستوى كفاءتهم.

## الدورات التدريبية
- توفر كل مراكز ومدارس الغوض المعتمدة في مصر جميع مستويات التدريب على الغوص، بما في ذلك الغوص في المياه المفتوحة، والغوص المتقدم، والغوص الفني وتقدم أيضا دورات تدريبية متخصص في الغوص لأغراض الإنقاذ إلى جانب مجالات متخصصة أخرى من هذا النوع. ويخضع نشاط هذه المراكز والمدارس للتنظيم من قبل غرفة الغوض والرياضات المائية وحميعها حاصل على شهادة دولية معتمدة من الاتحاد الأوروبي لرياضات ما تحت الماء.
- كما تقدم مراكز الغوص المعتمدة في مصر مختلف أنواع التدريب تحت إشراب هيئات الغوص الدولية، مثل الاتحاد المهني لمدربي الغوص، والمنظمة الدولية لمدارس الغوص بأجهزة التنفس، الاتحاد الوطني للمدربين تحت الماء، والنادي البريطاني لرياضات ما تحت الماء، والاتحاد الدولي لنشاطات ما تحت الماء.
- يتوفر أيضا مدربي غوض يتحدثون عدة لغات في كل مركز من مراكز الغوص في مصر تقريبا، كما يتم تقديم مواد الدورات التدريبية وعروض الفديو بلغات أجنبية في الفصول الدراسية الخاصة بالتدريب النظري.

## درجة حرارة المياة
- تسطع الشمس على مدار العام على البحر الأحمر في مصر الأمر الذي يجعل منه مقصدا ممتازا لممارسة هذه الرياضة المائية في أي وقت من العام. وحتى في الأشهر الثلاثة الأولى من العام، عندما تكون درجات الحرابة ما بين 21 و22 درة مئوية، فإنه يمكنك مع ذلك ممارسة السباحة أو الغوص السطحي أو الغوص العميق في هذه المياه المصافية صفاء البلور النقي.

| الشهر        | يناير | فبراير | مارس | إبريل | مايو | يونيو | يوليو | أغسطس | سبتمبر | أكتوبر | نوفمبر | ديسمبر |
| درجة الحرارة | °22   | °21    | °22  | °23   | °25  | °26   | °27   | 28°   | °27    | °27    | °25    | °24    |

- لا يوجد وقت يمكن اعتباره الوقت المفضل لزيارة البحر الأحمر لممارسة الغوص تحت الماء بين الشعاب المرجانية ذات الجمال المذهل، وذلك لسبب بسيط وهو أن الطقس يميل إلى الدفء والاستقرار بالقدر الكافي لقضاء عطلة ممتعة في هذا الجزء من مصر في أي وقت من العام.
- بالرغم من ذلك، فمن المؤكد أن بعض ممن يمارسون رياضة الغوض يفضلون ممارستها في مياه أكثر دفئا من ذلك، ويمكن لهؤلاء أن يخططوا رحلة الغوص التي سيقضونها فيما بين شهر يونيو وشهر سبتمبر، عندما يمكن ان تصل درجة حرارة الهواء إلى 40 درجة مئوية وتكون درجة حرارة المياه حول 28 درجة مئوية. على أنه تجدر أيضا ملاحظة أن هذا هو أيضا الوقت الذي يأتي فيه معظم محبي الاستمتاع بأشعة الشمس إلى مصر وأن مواقع الغوص تتجه إلى الازدحام نوعا ما في هذا الوقت من العام.

## مدى الرؤية داخل المياة
- يتراوح مدى الرؤية بين 20 و60 مترا، وها يمكن اعتباره بصفة عامة مدى ممتازا تقريبا على امتداد العام. وفي الشتاء، تصبح المياه باردة إلى الدرجة التي لا تسمع بنمو الطحالب والعوالق التي تحد من مدى الرؤية. ولهذا السبب تتميز مناطق شمال البحر الأحمر بمعدلات ممتازة لمدى الرؤية في هذا الوقت من العام على وجه الخصوص.
- أما في الجنوب، فيختلف الوضع بدرجة قليلة. إذ يمكن الاستمتاع بأفضل معدلات مدى الرؤية في الصيف، لأنه عندما تكون درجة الحرارة مرتفعة فإن نمو الكائنات لحية البحرية الدقيقة يتجه إلى البطء.

## غوص ذوي الاحتياجات الخاصة
- على مدى السنوات القليلة الماضية، أقدم الكثير من مراكز الغوص في مصر على تقديم دورات وتدريبات خاصة في الغوص لذوي الاحتياجات الخاصة جسديا ممن يتوقون ويتحلون بروح المغامرة رغبة في أن يستمتعوا برؤية كتوز البحر الأحمر المدهشة عن قرب وأن يتفاعلوا معها بمشاعرهم التشخصية.
- توفر هذه المراكز المساعدة اللازمة من جانب مدربي الغوص ورافقي الغواصين ومرشدي الغواصين المتعمدين طبقا لتوجيهات كل من اتحاد الغوص بأجهزة التنفس للمعاقين والاتحاد الدولي للغواصين المعاقين من ذوي التخصص والخبرة في التعامل مع الغواصين ممن هم مصابين بشلل نصفهم السفلي أو بشلل أطرافهم الأربعة أو ببتر أحد أطرافهم.

## غوص الأطفال
- ابتداءً من سن الثامنة، يسمح للأطفال بالاشتراك في دورات تدريبية تمهيدية على مبادئ الغوص، تم إعدادها لهم بصفة خاصة بمعرفة الهيئاة العالمية للتدريب على الغوص مثل الاتحاد المهني لمدربي الغوص. ويتم تقديم هذه الدورات في مراكز الغوص الرئيسية في مصر.
- يتعلم الأطفال المزيد عن الحياة الحيوانية والنباتية تحت سطح الماء والحفاظ على البيئة الطبيعية والغوص باستخدام جهاز تنفس والطفو والتصوير الفوتوغرافي تحت سطح الماء، وذلك من خلال الأنشطة وعروض الفيديو التي تتسم بالمرح والمتعة. كما يتم ممارسة التدريبات البدنية في أحواض السباحة تحت الإشراف الدقيق للمتدربين المؤهلين.
- بالنسبة للأطفال الذين يتراوح عمرهم بين 10 سنوات و14 سنة، الذين اكملوا الدورة التدريبية على الغوص، فتقدم لهم مراكز الغوص دورات تدريبية أكثر تقدما، في مياه البحر، ولكن تحت الإشراف الدقيق من جانب غواصين محترفين.

## الغوص في البحر الأبيض المتوسط
- على الرغم من وجود الكثير من مواقع الغوص على امتداد ساحل البحر الأبيض المتوسط، إلا أن قضاء العطلات في تلك الأماكن لا يعتبر إلى حد كبير من الأمور واسعة الانتشار وذائعة الشهرة مثل الغوص في البحر الأحمر. فالطابع الموسمي للسياحة المتجهة إلى هذه المنطقة بمصر، والتغير الذي يحدث في التيارات المائية وفي مدى الرؤية، فضلا عن حقيقة أن ارتياد بعض مواقع الغوص هذه لا يزال أمرا محظورا - كل ذلك يعد من العوامل التي تجعل البحر الأبيض المتوسطة أقل شهرة بين الغواصين مما هو الحال بالنسبة للبحر الأحمر.

### المعالم الأثرية الغارق في البحر المتوسط
- إن للبحر الأبيض المتوسط له شهرته التي تكمن بصفة أساسية فيما به من مواقع أثرية غارقة مبهرة وحطام سفن ذات شهرة تاريخية.
- المعروف أن بعض أكثر مواقع الغوص الأثرية شهرة وأهمية تقع على مسافة قريبة جدا من الشاطئ. ولكن الوصول إلى الكثير من هذه المواقع يعد من الأمور المحظورة، وإن يكن قد تم في الآونة الأخيرة فتح بعضها فقط لأغراض الغوص الترفيهي.
- يقع "الحي الملكي الغارق" أو قصر كليوباترا" بداخل الميناء الشرقية بمدينة الإسكندرية علم عمق 6 إلى 8 أمتار تحت سطح الماء.
- منارة الإسكندرية تعتبر هذه المنارة إحدى عجائب الدنيا السبع، وهي ترقد اليوم على عمق 5 - 10 أمتار تحت سطح الماء، تحت شاطئ الإسكندرية.
- مدن أبو قير الغارفة: أطلال مدينتي أمينوثيس وهيراليكيون الكاملة الغارقة مع معابدها ومنازلها وتماثيلها وعدد ضخم من المصنوعات اليدوية الجديرة بالمشاهدة والتي يعود تاريخها إلى ما بين القرنين الثالث والخامس قبل الميلاد.
- تقع أكثر أماكن حطام السفن الغارقة التي تبعث مشاهدتها على المتعة وتثير الاهتمام تقع على مبعدة من السواحل الشمالية لمصر على عمق يسهل الوصول إليه، غير أن الكثير من هذه الأماكن لا يزال الوصول إليه أمرا غير مسموح به بسبب بعض القيود العسكرية ولاعتبارات تتعلق بالأمن القومي.

الطراد الأسباني أراجون: أغرقته إحدى الغواصات الألمانية في الحرب العالمية الثانية، ويرقد حطامه على مسافة قصيرة خارج ميناء الإسكندرية على عمق 40 مترا تحت سطح الماء.
- السفينة أرشميد: سفينة نقل رحات وبضائع غرقت بالقرب من الإسكندرية في 1905 على عمق 50 - 60 مترا تحت سطح الماء.
- المدمرة البريطانية أتاك Attack: مدمرة بريطانية أغرقها أحد الطوربيدات عند مدخل ميناء الإسكندرية، وهي ترقد على عمق 44 تحت سطح الماء.
- حطام السفينة كلودين الذي غطته السعاب المرجانية: حطام سفينة غير معروفة الجنسية من عصر الحرب العالمية الأولى، وهي ترقد على عمق 9 - 17 مترا تحت سطح الماء.
- السفينة داليا س: سفينة نقل بضائع سورية غرقت في 2000 وهي ترقد اليوم على عمق 15 - 20 مترا تحت سطح الماء.
- سفينة بضائع: عبارة عن الجزء الأمامي لسفينة نقل بضائع يعود تاريخها إلى عصر الحرب العالمية الثانية، وهي ترقد على عمق 4 5 - 22 مترا تحت سطح الماء.
- السفينة لوريانت (الشرق): أطلال سفينة قيادة الأسطول الفرنسي بقيادة نابليون في معركة النيل في 1798.

## مراكز الغوص
- تضم مصر ما يزيد عن 300 مركز غوص معتمد دوليا. وهي جميعا مستوفية لقياسات المنظمة الدولية للمعايرة EN 14467 / ISO 24803 الخاصة بالغوص حسبما تم الاتفاق عليه مع غرفة الغوص والرياضات المائية المصرية والمعهد النمساوي للمعايرة والاتحاد الأوروبي لرياضات ما تحت الماء.

## وصلات خارجية
- الهيئة المصرية لتنشيط السياحة
- موقع مصر للسياحة
- قائمة بالمواقع السياحية وشركات السياحة بمصر وصور للمواقع السياحية
- المنافسة تشتد بين منتجعات البحر الأحمر والساحل الشمالي في مصر، جريدة الشرق الأوسط